# Gjoko Zajkov
Gjoko Zajkov (macedónul: Ѓоко Зајков; Szkopje, 1995. február 10. –) macedón válogatott labdarúgó, az Universitatea Craiova játékosa.

## Pályafutása

### Klubcsapatokban
A Rabotnicski korosztályos csapataiban nevelkedett, majd itt lett profi labdarúgó. 2014. június 23-án három évre aláírt a francia Stade Rennes csapatához. 2015 nyarán kölcsönbe került a belga Charleroi csapatához, majd végleg szerződtették. 2021 augusztusában egyévre aláírt a bolgár Levszki Szofija klubjához. A következő évben a Vorszkla Poltava csapatában lépett pályára. 2022 márciusában rövidtávú kölcsön keretében a Szlavija Szofija csapatához csatlakozott. 2023 januárjában a román Universitatea Craiova igazolta le.

### A válogatottban
Többszörös korosztályos válogatott és részt vett a 2017-es U21-es Európa-bajnokságon, 2016. június 2-án mutatkozott be a felnőtt válogatottban az Irán ellen 3–1-re elvesztett barátságos mérkőzésen. A 2021-ben megrendezett 2020-as labdarúgó-Európa-bajnokságra utazó válogatott keret tagja volt.

## Statisztika

### Válogatott
2023. március 23-i állapotnak megfelelően.
| Macedónia | Macedónia       | Macedónia |
| Év        | Pályára lépések | Gólok     |
| --------- | --------------- | --------- |
| 2015      | 0               | 0         |
| 2016      | 1               | 0         |
| 2017      | 4               | 0         |
| 2018      | 4               | 0         |
| 2019      | 3               | 0         |
| 2020      | 5               | 1         |
| 2021      | 2               | 0         |
| 2022      | 3               | 0         |
| 2023      | 1               | 0         |
| Összesen  | 23              | 1         |

### Góljai a válogatottban
| No. | Dátum             | Helyszín                             | Ellenfél   | Gól | Eredmény | Verseny                           |
| --- | ----------------- | ------------------------------------ | ---------- | --- | -------- | --------------------------------- |
| 1   | 2020. október 11. | A. Le Coq Aréna, Tallinn, Észtország | Észtország | 3–3 | 3–3      | 2020–2021-es UEFA Nemzetek Ligája |

## Sikerei, díjai
- Rabotnicski
  - Macedón bajnok: 2013–14
  - Macedón kupa: 2013–14